# Hähnichen
Hähnichen (oberlausitzisch: Hahnchn) ist eine sächsische Gemeinde in der nördlichen Hälfte des Landkreises Görlitz. Die Gemeinde bildet mit der benachbarten Stadt Rothenburg/Oberlausitz die Verwaltungsgemeinschaft Rothenburg/Oberlausitz, in der die Stadt Rothenburg als erfüllende Gemeinde agiert.

## Geographie

### Nachbargemeinden
Hähnichen ist nach Norden hin durch die Gemeinde Rietschen mit ihren Ortsteilen Teicha und Daubitz, nach Osten durch die Stadt Rothenburg und ihre Ortsteile Neusorge und Uhsmannsdorf, und im Südosten durch die Gemeinde Horka begrenzt. Im Süden und Westen grenzt die Gemeinde an die Stadt Niesky und ihre Ortsteile Stannewisch und Kosel.

### Gemeindegliederung
Die Gemeinde Hähnichen besteht aus den vier Ortsteilen Hähnichen, Quolsdorf, Spree und Trebus. Die Siedlungen Sandschenke und Spreehammer, die größtenteils zu Niesky beziehungsweise zu Rothenburg gehören, liegen teilweise in der Gemarkung von Trebus, haben jedoch keinen Ortsteilstatus.

## Geschichte
Hähnichen wurde um 1200 im Rahmen der deutschen Ostsiedlung gegründet. Urkundlich erstmals erwähnt wurde das Dorf 1390 in einem Görlitzer Stadtbuch im Zusammenhang mit einem Nyckil de Rotenburg, habitans in Heynichen. Ein Pfarrer wurde bereits 1466 erwähnt, die Kirche hingegen erst 1495 im Meißener Bistumsmatrikel.
Im Jahr 1464 konnte sich der Rat zu Görlitz die Lehnshoheit über Hähnichen sichern. Mit dem Oberlausitzer Pönfall wurde auch Hähnichen 1547 von der böhmischen Krone eingezogen und später neu verlehnt. Aus einem Rezess aus jenem Jahr ist bekannt, dass im Ort 19 besessene Mann (Bauern) lebten. Das Rittergut, dessen Existenz für das Jahr 1562 belegt ist, übte fortan unter verschiedenen Eigentümern die Lehnshoheit aus.
Quolsdorf wurde 1579 nach Hähnichen gepfarrt, nachdem bereits 1521 die Trebuser Einwohner aus Unzufriedenheit über ihren Pfarrer von See nach Hähnichen umgepfarrt wurden.
Der sächsische Landesrezess aus dem Jahr 1777 zeigt, dass sich die Bevölkerung vergrößerte, ihr sozialer Stand sich hingegen verschlechterte. Gemeldet wurden drei besessene Mann, 10 Gartennahrungsbesitzer und 25 Häusler, zwei weitere Wirtschaften standen wüst.
Nach dem Wiener Kongress lag Hähnichen in dem Teil der Oberlausitz, den das Königreich Sachsen 1815 an das Königreich Preußen abtreten musste. Nach einer Verwaltungsreform kam die Gemeinde 1816 in die Provinz Schlesien zum neu gegründeten Landkreis Rothenburg (Ob. Laus.). Durch den Bau der Bahnstrecke Berlin–Görlitz erhielt Hähnichen einen Bahnhof. Zusammen mit den hiesigen Tonvorkommen wirkte sich der Bahnanschluss förderlich auf die örtliche Industrie aus, Ziegeleien und ein Steinzeugwerk entstanden.

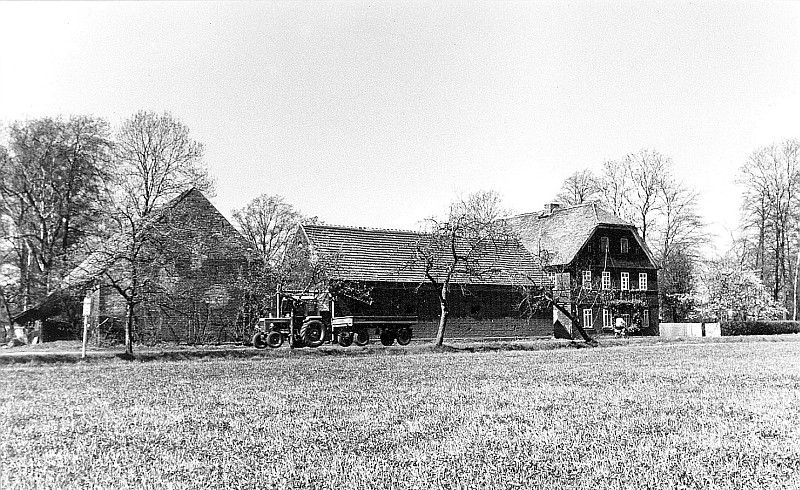
Gebäude der ehemaligen Wassermühle (1986)

In den letzten Wochen des Zweiten Weltkriegs wurde Hähnichen Frontgebiet. Zwei Tage nach dem Neißeübertritt der Roten Armee am 16. April 1945 wurde der Ort eingenommen, etwa 60 % der Häuser sowie sechs der sieben Brücken waren zu diesem Zeitpunkt zerstört. Nach dem Krieg wurde das Gut enteignet und im Rahmen der Bodenreform neu aufgeteilt. 1952 gründete sich die erste Landwirtschaftliche Produktionsgenossenschaft (LPG) und die Gemeinde wurde in einer Verwaltungsreform dem neuen Kreis Niesky zugeordnet.

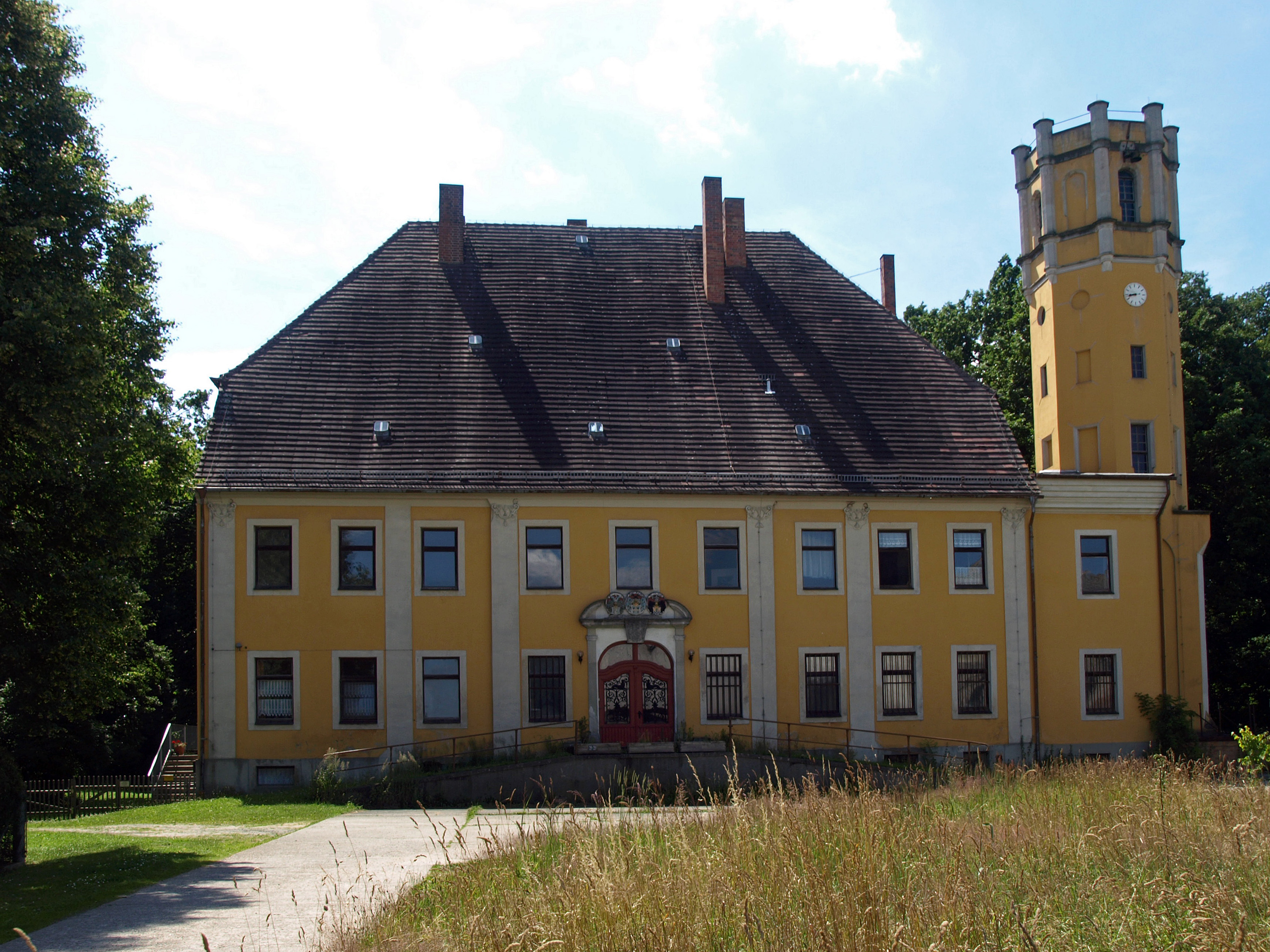
Schloss im Ortsteil Spree

Nach der deutschen Wiedervereinigung schlossen sich im Rahmen der sächsischen Gemeindereform die Gemeinden Hähnichen, Quolsdorf und Trebus zum 1. Januar 1994 zusammen. Am 1. Januar 1998 wurde Spree eingemeindet, nachdem der Ort bereits seit 1967 zum Kirchspiel gehörte.

## Politik

### Gemeinderat
Seit der Gemeinderatswahl am 9. Juni 2024 verteilen sich die 10 Sitze des Gemeinderates folgendermaßen auf die einzelnen Gruppierungen:
- Wählervereinigung Hähnichen (WVH): 6 Sitze
- AfD: 3 Sitze
- Wählervereinigung Spree (WVS): 1 Sitz

| Gemeinderat ab 2024Insgesamt 10 Sitze - WVH: 6 - WVS: 1 - AfD: 3 | Liste                       | 2024   | 2024   | 2019   | 2019   | 2014   | 2014   |
| Gemeinderat ab 2024Insgesamt 10 Sitze - WVH: 6 - WVS: 1 - AfD: 3 | Liste                       | Sitze  | in %   | Sitze  | in %   | Sitze  | in %   |
| Gemeinderat ab 2024Insgesamt 10 Sitze - WVH: 6 - WVS: 1 - AfD: 3 | Wählervereinigung Hähnichen | 6      | 58,7   | –      | –      | –      | –      |
| Gemeinderat ab 2024Insgesamt 10 Sitze - WVH: 6 - WVS: 1 - AfD: 3 | AfD                         | 3      | 31,0   | 2      | 18,3   | –      | –      |
| Gemeinderat ab 2024Insgesamt 10 Sitze - WVH: 6 - WVS: 1 - AfD: 3 | Wählervereinigung Spree     | 1      | 10,3   | 2      | 18,9   | 3      | 21,9   |
| Gemeinderat ab 2024Insgesamt 10 Sitze - WVH: 6 - WVS: 1 - AfD: 3 | CDU                         | –      | –      | 3      | 25,6   | 6      | 43,5   |
| Gemeinderat ab 2024Insgesamt 10 Sitze - WVH: 6 - WVS: 1 - AfD: 3 | Wählervereinigung Quolsdorf | –      | –      | 2      | 19,8   | 2      | 20,3   |
| Gemeinderat ab 2024Insgesamt 10 Sitze - WVH: 6 - WVS: 1 - AfD: 3 | Bürgerschaft Trebus         | –      | –      | 1      | 10,3   | 1      | 14,3   |
| Gemeinderat ab 2024Insgesamt 10 Sitze - WVH: 6 - WVS: 1 - AfD: 3 | SPD                         | –      | –      | –      | 7,1    | –      | –      |
| Gemeinderat ab 2024Insgesamt 10 Sitze - WVH: 6 - WVS: 1 - AfD: 3 | Wahlbeteiligung             | 74,7 % | 74,7 % | 69,5 % | 69,5 % | 55,7 % | 55,7 % |

### Bürgermeister
Seit 2021 ist Matthias Zscheile ehrenamtlicher Bürgermeister der Gemeinde Hähnichen. Der parteilose Bewerber setzte sich bei der Wahl am 9. Mai 2021 im zweiten Wahlgang mit 48,1 Prozent der Stimmen gegen Patrick Schultze (CDU) und Heiko Titze (AfD) durch, die jeweils 26 Prozent der Stimmen erhielten. Zscheiles Amtsvorgänger Werner Queiser (* 1952; CDU) wurde zuletzt 2015 wiedergewählt und trat aus gesundheitlichen Gründen vor Ablauf der Amtszeit zurück.
| Wahl | Bürgermeister                | Vorschlag    | Wahlergebnis (in %) |
| ---- | ---------------------------- | ------------ | ------------------- |
| 2021 | Mathias Ernst Georg Zscheile | Dr. Zscheile | 48,1                |
| 2015 | Werner Queiser               | CDU          | 73,7                |
| 2008 | Werner Queiser               | CDU          | 58,8                |
| 2001 | Margitta Schlabitz           | WV Quolsdorf | 56,9                |

## Sehenswürdigkeiten
Die Kulturdenkmale sind in der Liste der Kulturdenkmale in Hähnichen erfasst.

### Naturschutz
- Siehe auch: Liste der Naturdenkmale in Hähnichen

## Wirtschaft und Infrastruktur

### Ansässige Unternehmen
Die wirtschaftliche Struktur der Gemeinde Hähnichen wird durch Land-, Forst- und Teichwirtschaft sowie Gewerbe verschiedener Branchen bestimmt. Eine industrielle Produktion ist in Hähnichen seit der Einstellung der Produktion des Steinzeugwerkes Hähnichen nach dem Ende der Deutschen Demokratischen Republik nicht mehr vorhanden.

### Verkehrsanbindung
Von der Bundesautobahn 4 ist Hähnichen über die Anschlussstelle Kodersdorf und in der Folge über die Bundesstraße 115 ca. 20 km entfernt. Von der Abfahrt Nieder Seifersdorf sind es ca. 22 km zu den einzelnen Ortsteilen. Im Auftrag des Zweckverbandes Verkehrsverbund Oberlausitz-Niederschlesien (ZVON) wird die Gemeinde Hähnichen mit zwei regionalen Buslinien der Niederschlesischen Verkehrsgesellschaft (NVG) bedient. Hähnichen liegt direkt an der Bahnstrecke Berlin–Görlitz(–Zittau). Der Bahnhof wird, mit Ausnahme der Nachtstunden, nahezu im Stunden-Takt durch die RB65 der Ostdeutschen Eisenbahn (ODEG) bedient.